# Rábaköz

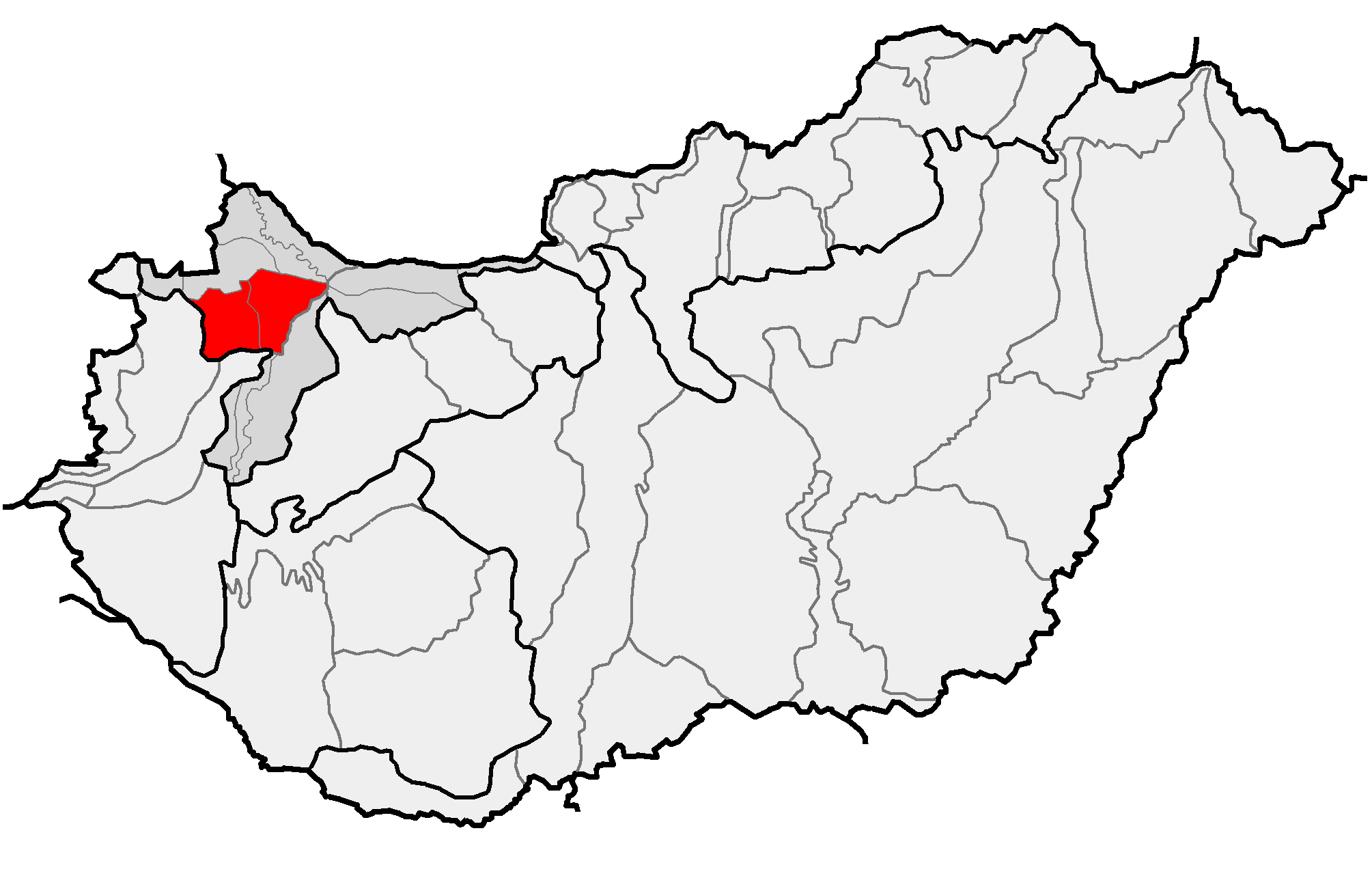
Rábaköz (rood) onderdeel van Kleine Hongaarse Laagvlakte (donkergrijs)

De Rábaköz is een landstreek in het noordwesten van Hongarije, die een onderdeel vormt van de Kleine Hongaarse Laagvlakte.